# 佩拉夫拉沃
佩拉夫拉沃（西班牙語：Pelabravo）是西班牙卡斯蒂利亚-莱昂萨拉曼卡省的一个市镇。 总面积23平方公里，总人口821人（2001年），人口密度36人/平方公里。